# Fyzická antropologie
Fyzická antropologie, někdy nazývaná bioantropologie nebo biologická antropologie je jedno z odvětví antropologie. Zabývá se studiem člověka po stránce biologické, zkoumá zdravé lidské tělo (na rozdíl od medicíny, která zkoumá nemocné lidské tělo). Předmětem fyzické antropologie je výzkum biologické evoluce, vývoj lidského druhu, vývoj lidských ras a rozdíly mezi rasami, odchylky tělesných znaků, a další.

## Odvětví fyzické antropologie
- paleoantropologie – studuje vznik a vývoj člověka, jeho tělesnou stavbu, demografické ukazatele, na základě kosterních pozůstatků
- klinická antropologie – studuje odchylky tělesných parametrů lidských jedinců od normy
- etnická antropologie – studuje původ, tělesný vzhled a variabilitu lidských plemen, skupin a národů
- auxologie – zabývá se růstem a ontogenezí,
- forenzní antropologie – posuzuje otcovství, určuje věk, pohlaví a další indicie na základě kosterních pozůstatků
- kinantropologie – studuje pohyb a motoriku člověka
- primatologie – věda o primátech